# Popis kostiju kostura čovjeka
Tipični odrasli kostur čovjeka sastoji se od 206 do 350 kostiju ovisno o dobi; iako ovaj broj može biti različit zbog anatomskih varijacija među ljudima (npr. određeni dio ljudi ima dodatno rebro ili dodatni slabinski kralješak).
U lubanji (22 kosti):
- čeona kost (lat. os frontale)
- tjemena kost (lat. os parietale) - 2
- sljepoočna kost (lat. os temporale) - 2
- zatiljna kost (lat. os occipitale)
- jagodična kost (lat. os zygomaticum) - 2
- gornja čeljust (lat. maxilla) - 2
- donja čeljust  (lat. mandibula)
- nosna kost (lat. os nasale) - 2
- klinasta kost (lat. os sphenoidale)
- rešetnica (lat. os ethmoidale)
- suzna kost (lat. os lacrimale) - 2
- nepčana kost (lat. os palatinum) - 2
- donja nosna školjka (lat. concha nasalis inferior) - 2
- raonik (lat. vomer)

U srednjem uhu (6 kostiju):
- čekić (lat. malleus) - 2
- stremen (lat. stapes) - 2
- nakovanj (lat. incus) - 2

U grlu:
- Podjezična kost (lat. os hyoideum)

U ramenom pojasu (4 kosti):
- ključna kost (lat. clavicula) - 2
- lopatica (lat. scapula) - 2

U prsnoj šupljini (25 - 27 kosti):
- prsna kost (lat. sternum)
- rebra (lat. costae) - 2 x 12

U kralježnici (24 kosti):
- vratni kralješci (lat. vertebrae cervicales) - 7
- prsni kralješci (lat. vertebrae thoracicae) - 12
- slabinski kralješci (lat. vertebrae lumbales) - 5
- križna kost (lat. os sacrum)
- trtična kost (lat. os coccygis)

U ruci:
- nadlaktična kost (lat. humerus) - 2
- lakatna kost (lat. ulna) - 2
- palčana kost (lat. radius) - 2

U šaci (54 kosti):
- Kosti pešća (lat. ossa carpi):
  - Čunasta kost (lat. os scaphoideum) - 2
  - Polumjesečasta kost (lat. os lunatum) - 2
  - Trokutasta kost (lat. os triquetrum) - 2
  - Graškasta kost(lat. os pisiforme) - 2
  - Trapezna kost (lat. os trapezium) - 2
  - Trapezoidna kost (lat. os trapezoideum) - 2
  - Glavičasta kost (lat. os capitatum) - 2
  - Kukasta kost (lat. os hamatum) - 2
- Kosti zapešća (lat. ossa metacarpalis) - 5 x 2
- Članci prstiju:
  - proksimalni članak prsta (lat. phalanx proximalis) - 5 x 2
  - srednji članak prsta (lat. phalanx media) - 4 x 2
  - distalni članak prsta (lat. phalanx distalis) - 5 x 2

U zdjeličnoj kosti (lat. os coxae) (2):
- bočna kost (lat. os ilium) - 2
- sjedna kost (lat. os ischii) - 2
- preponska kost (lat. os pubis) - 2

U nozi (8 kostiju):
- bedrena kost (lat. femur) - 2
- iver (lat. patella) - 2
- goljenična kost (lat. tibia) - 2
- lisna kost (lat. fibula) - 2

U stopalu (52 kosti):
- Kosti nožja (lat. ossa tarsalis):
  - petna kost (lat. calcaneus) - 2
  - gležanjska kost (lat. talus) - 2
  - Čunasta kost (lat. os naviculare) - 2
  - medijalna klinasta kost (lat. os cuneiforme mediale) - 2
  - srednja klinasta kost (lat. os cuneiforme intermedium) - 2
  - lateralna klinasta kost (lat. os cuneiforme laterale) - 2
  - kockasta kost (lat. os cuboideum) - 2
- Kosti donožja (lat. ossa metatarsalis) - 5 x 2
- Članci prstiju:
  - proksimalni članak prsta (lat. phalanx proximalis) - 5 x 2
  - srednji članak prsta (lat. phalanx media) - 4 x 2
  - distalni članak prsta (lat. phalanx distalis) - 5 x 2